# Indals distrikt
Indals distrikt är ett distrikt i Sundsvalls kommun och Västernorrlands län. Distriktet ligger omkring Indal i norra Medelpad. 

## Tidigare administrativ tillhörighet
Distriktet inrättades 2016 och utgörs av Indals socken i Sundsvalls kommun.
Området motsvarar den omfattning Indals församling hade 1999/2000.

## Tätorter och småorter
I Indals distrikt finns en tätort och tre småorter.

### Tätorter
- Indal

### Småorter
- Bäck och Tomming
- Krånge och Arklo
- Östloning och Västloning